# Julie Engelbrecht
Julie Engelbrecht (Parijs, 2 juli 1984) is een Franse actrice, die voornamelijk acteert in Duitsland.